# Christian Fouchet

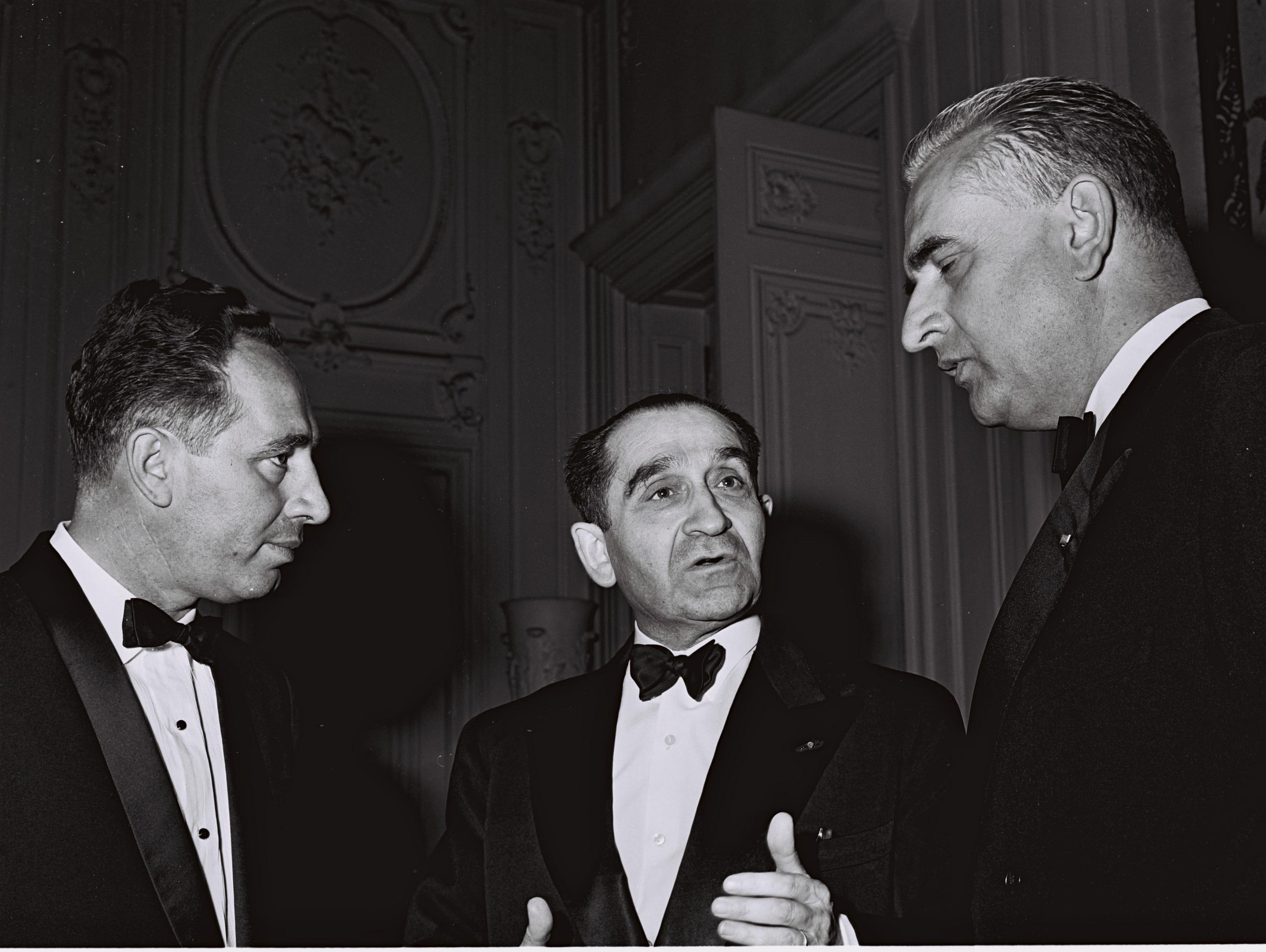
Christian Fouchet (rechts) mit Schimon Peres und Pierre Mendès France, 1964

Christian Fouchet (* 17. November 1911 in Saint-Germain-en-Laye; † 11. August 1974 in Genf) war ein französischer gaullistischer Politiker und Diplomat, zuletzt im Rang eines Botschafters. Später war er französischer Erziehungs- (1962–67) und Innenminister (1967–68) sowie Abgeordneter in der Nationalversammlung.

## Leben und Karriere
Fouchets Vater war Offizier der Kavallerie. Der Sohn studierte Rechtswissenschaften in Paris und wurde 1939 als Soldat in den Zweiten Weltkrieg eingezogen. Am 17. Juni 1940 gelang ihm die Flucht nach London, wo er sich Charles de Gaulle anschloss. Dieser entsandte ihn als Kriegsberichterstatter an der Seite des Generals Leclerc in den Tschad. Später nahm er an den Kampagnen der Forces françaises libres im Fessan und Libyen sowie der Schlacht von Bir Hakeim teil.
1944 kam er ins Außenministerium und diente als französischer Vertreter in der Sowjetunion und dann bei der polnischen Regierung in Lublin. Dann wurde er Generalkonsul in Kalkutta mit Zuständigkeit für Indien und Birma, wo er mit Jawaharlal Nehru die Aufnahme diplomatischer Beziehungen zwischen Frankreich und dem unabhängigen Indien vorbereitet. Nach seiner Rückkehr nach Frankreich wurde er Sekretär des gaullistischen Rassemblement du peuple français (RPF) und dessen Generaldelegierter in der Region von Paris. Von 1951 bis 1955 war er Abgeordneter des Départements Seine in der Nationalversammlung, ab Juni 1953 stellvertretender Vorsitzender der RPF-Fraktion. Er begleitete de Gaulle auf dessen Reise in das damalige französische Protektorat Tunesien. Im Kabinett Mendès France war Fouchet von Juni 1954 bis Februar 1955 Minister für tunesische und marokkanische Angelegenheiten.
Nach seiner Niederlage bei der Parlamentswahl 1956 kehrte Fouchet auf einen Posten im Außenministerium zurück. Von 1958 bis 1962 war er als französischer Botschafter in Dänemark stationiert. 1961 und 1962 erarbeitete Fouchet als Leiter einer Kommission die nach ihm benannten Fouchetpläne zur Gründung einer Europäischen Politischen Union aus, die jedoch in den anderen EWG-Staaten auf Ablehnung stießen. Von März 1962 bis zur Unabhängigkeit am 3. Juli 1962 war Fouchet der letzte französischer Hochkommissar für Algerien.
Von November 1962 bis April 1967 war er Erziehungsminister in den Kabinetten Pompidou II und III. In Pompidous viertem Kabinett diente er anschließend als Innenminister. In dieser Position war er mit den Unruhen im Mai 1968 konfrontiert. Bei der Regierungsumbildung am 31. Mai 1968 entließ Präsident de Gaulle Innenminister Fouchet und ersetzte ihn durch Raymond Marcellin. Diesen lobte de Gaulle anschließend – im Gegensatz zu Fouchet – als „echten Fouché“, eine Anspielung auf Joseph Fouché, den brutalen Polizeiminister Napoleons. Bei der vorgezogenen Parlamentswahl im Juni 1968 – einem Erdrutschsieg für die gaullistische UDR – wurde Christian Fouchet als Abgeordneter des 5. Wahlkreises im Département Meurthe-et-Moselle in die Nationalversammlung gewählt. Er wurde 1973 wiedergewählt und gehörte dem Parlament bis zu seinem Tod an.